# Sabas der Gote
Sabas der Gote, auch einfach genannt Sabas oder Sabbas, war ein freigeborener Gote aus dem Teilstamm der Terwingen. Er ist nicht zu verwechseln mit dem Heiligen Sabas, einem orientalischen Mönch, der über hundert Jahre später lebte (um 439–532), und der mit der Missionierung der Gotenstämme nichts zu tun hatte. Sabas lebte in einer Dorfgemeinschaft der Donaugoten, wahrscheinlich auf Föderatenland in Mösien, also südlich der Donau. Er wurde um 334 geboren und war, anders als die meisten von Bischof Wulfila bekehrten und christlich gewordenen Goten, nicht Arianer, sondern katholisch.
So lebte Sabas, zwar frei, aber arm, in einer gotischen, bäuerlichen Dorfgemeinschaft, die offensichtlich eine teils noch heidnische, teils schon christliche Einwohnerschaft hatte. Er hatte teil an den Entscheidungen der Dorfgemeinschaft, die aber nur lokale Befugnisse hatte, während überörtliche Entscheidungen von den Großen des Stammes, den Reiks und dem Stammesrat beschlossen wurden, denen die „kunja“, die Gefolgschaften der freien Dorfgemeinschaften, untergeordnet waren. Die Dorfgemeinschaft selbst hatte eine Dorfversammlung, die aber ihrerseits von einer kleinen Gruppe der Einwohner dominiert wurde. Zu deren Aufgaben gehörte es auch, die Weihung des (heidnischen) Opferfleisches vorzunehmen und das Opfermahl zu bereiten, also die heidnischen Kulte zu gestalten. Da Sabas sich weigerte, am Opfermahl teilzunehmen, wurde er aus der Dorfgemeinschaft verbannt, der für ‚Zauberei‘ vorgesehenen Strafe, denn als Zauberei galten fremde und daher verbotene religiöse Praxen.
Er kehrte nach einiger Zeit in sein Dorf zurück. Die Dorfältesten wollten ihn und andere Christen des Dorfs, da diese in der Regel mit ihnen verwandt waren, vor dem Verfolgungseifer der heidnischen Reiks schützen. Sabas aber vereitelte diese Bemühungen, indem er überall offen seine christliche Gesinnung verkündete. Da die Dorfältesten dem Reik Atharid schworen, er sei der einzige Christ im Ort, war der Reik mit einer erneuten Verbannung Sabas’ zufrieden.
Schließlich fiel Sabas der 3. Verfolgungswelle Atharids zum Opfer. Auf dessen ausdrücklichen Befehl tötete die Dorfgemeinschaft Sabas höchst widerwillig. Er erlitt, 38 Jahre alt, am 12. April 372 den Märtyrertod, als er im Fluss Musäus ertränkt wurde. Der römische Dux Iunius Soranus, ein Katholik und Gegenspieler Wulfilas, ließ die sterblichen Überreste Sabas’ bergen und dessen Heiligenvita aufschreiben.